# 환야
《환야》(幻夜 겐야[*])는 히가시노 게이고의 추리 소설이자 이를 원작으로 한 텔레비전 드라마이다.

## 줄거리
무대는 1995년 한신·아와지 대지진을 시작으로 도쿄 지하철 살인 사건 등 각종 사건·사고가 일어난 2000년 1월 1일까지의 현실과 허구가 섞여 이야기가 진행된다.
아버지 장례식 다음날 아침에 일어난 대지진 후, 아버지에게 빌려준 돈을 받으려는 삼촌을 살해한 미즈하라 마사야. 하지만, 정신을 차려보니 근처에 신카이 미후유라는 낯선 여자를 발견한다. 그녀에게 범행 현장을 들켰는지, 마사야는 불안해 하지만. 지진이 준 기묘한 인연으로 미후유와 마사야는 서로 도움을 주고 받으며 살아가고 지진 후, 둘은 지진을 잊으려는 듯 도쿄로 상경하지만 가는 곳마다 사건과 음모가 끊이지 않고, 곧 한 형사가 이 둘의 기묘한 우연을 알아채기 시작하는데...

## 드라마
2010년 11월 21일부터 2011년 1월 16일까지, WOWOW에서 총8화로 방송됐다.

### 출연진
- 신카이 미후유 - 후카다 교코
- 미즈하라 마사야 - 쓰카모토 다카시
- 오카다 유코 - 이치카와 유이
- 가토 - 시바타 교헤이